# Fondo di cottura

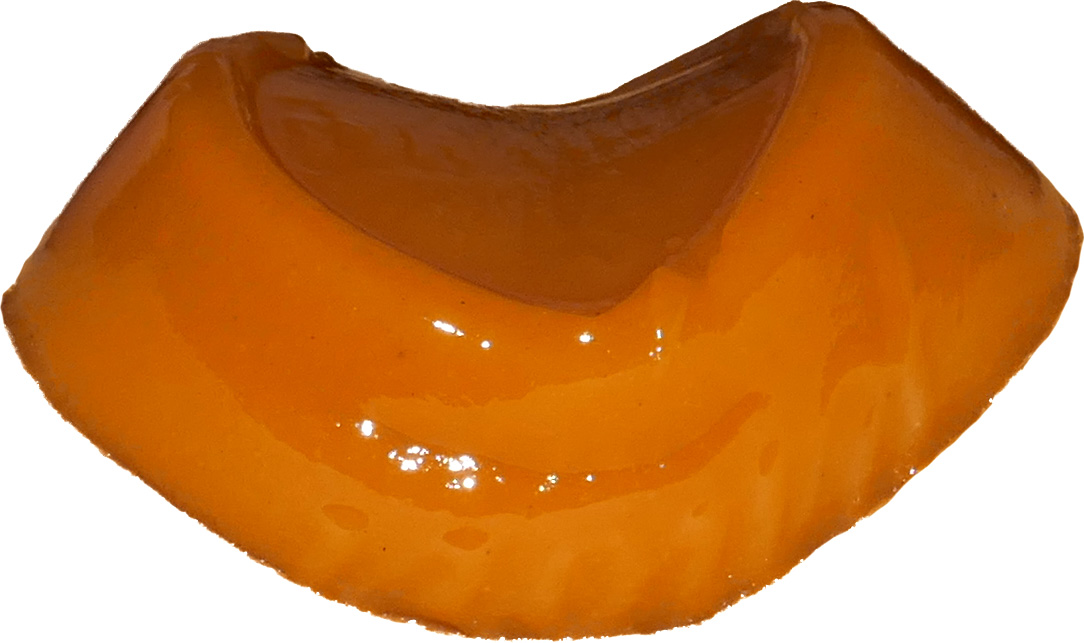
Il fondo di cottura gelatinoso

Il fondo di cottura è ciò che rimane nella padella o nella pentola, dopo aver cotto gli alimenti. Il fondo di cottura è un avanzo ed è molto importante non confondere il fondo di cottura con il fondo di cucina, perché sono due cose molto diverse (il fondo di cucina è una riduzione di liquido, fatto apposta, composta da acqua e da più elementi nutritivi e più elementi aromatici).
Si raccoglie il fondo di cottura, si tolgono i grassi e se c'è una crosticina attaccata al fondo della padella la si scioglie aggiungendo un po' d'acqua a fuoco moderato, poi si addensa il liquido ottenuto con un roux e si serve questa salsina come condimento dell'alimento dal quale si è partiti.